# Philippe-Jacques-Joseph Gautier d'Agoty
Philippe-Jacques-Joseph Gautier d'Agoty né à Lille le 29 août 1770 d'une famille originaire de Provence et décédé le 23 octobre 1826  est un industriel et un notable du Nord de la France.

## Biographie

### Origines
Philippe Jacques Joseph Gautier d'Agoty (ou Dagoty) est né le 29 août 1770 à Lille dans la paroisse Saint-Pierre au sein d'une famille de graveurs et miniaturistes renommés.
Il épouse Éléonore Émilie Cotton le 24 octobre 1791 fille d'un doreur lillois.
Il décède le 23 octobre 1826 à Douai.

### Carrière
Il commence sa carrière en 1788 en tant que magistrat à Lille et médailliste de l'Académie puis devient, en 1792, secrétaire-général de l'administration départementale du Nord lors de l'établissement des préfectures, poste qu'il occupe jusqu'en 1804.
En 1805 le sous-préfet de Douai M. Masclet voulant relancer l'industrie douaisienne, un établissement commercial est alors créé avec des souscripteurs privés qui demandent à M. Gautier d'Agoty de prendre la direction de cette entreprise ce qu'il réalise avec succès.
Dès 1806 les ateliers de Gautier d'Agoty de Douai produisent des cotons filés, divers tissus et cardes et cette manufacture emploie alors 500 ouvriers. Cette activité se poursuit jusqu'à l'invasion étrangère en 1814-1815.

### Autres activités
Au sein du conseil municipal, il a présenté des rapports sur la canalisation de la Scarpe et la traversée de la ville par un nouveau système de navigation.
Très actif localement, il a été également administrateur des hospices de la ville de Douai, chef de la cohorte de la garde nationale, membre de la société centrale d'agriculture du département du Nord, et membre du barreau de Douai. 
Franc-maçon très actif, il fut longtemps Vénérable de la loge douaisienne de la Parfaite-Union (source : Allender & Rousseau, Les francs-maçons dans la Loge et la Cité Orient de Douai 1743-1946).